# Calisto Peretti
 (janvier 2019).
Calisto Peretti, est un artiste belge né à Saint-Ghislain le 29 mars 1937 et mort le 18 juin 2015,.  

## Biographie
Il a suivi des études d'art à l'Académie des beaux-arts de Mons et a ensuite voulu suivre les traces de son père mineur en s'engageant comme ouvrier mineur aux Charbonnages du Hainaut à Tertre. Tout au long de sa vie, il œuvre au service de la sécurité et crée plus de mille affiches de prévention.   

## Prix et distinctions
- 1er Séminaire des Arts actuels a Enghien (1969) ;
- Prix Louis-Empain (1971)
- Académie Royale des Sciences, Lettres et Beaux-Arts de Belgique (1973) ;
- Fondation Deglumes (1974)
- Prix Pro Post - Edmond Struyf pour l'ensemble de sa création philatélique (2008).

## Œuvres
- Dessins : dessins réalisés au fond de la mine.
- Affiches : affiches consacrées à la prévention des accidents et la sécurité des lieux de travail.
- Portraits : de nombreux portraits de personnalités telles que Julos Beaucarne, Juliette Gréco, Maurice Béjart, le Baron Jeroom Van de Velde (1er Président de la Cour des Comptes), Hélène de France, le Président Jean Defraigne (se trouve à la Chambre des Représentants), José van Dam (affiche concert, maison disque Forlane Paris), Elisabeth 't Kindt (Cirque Royal), Ministre Pierre Mainil, Ministre Ludovic Moyersoen, Ministre Bourgmestre Albert Dubois, Albert Defaoy (1er Président de la Cour des Comptes), Président Charles-Ferdinand Nothomb (Chambre des Représentants).
- Timbres : De nombreux timbres pour la poste belge représentant notamment Albert Aygesparse, Willem Elschot, la Reine Elisabeth (Concours Musical), Marguerite Yourcenar, Maurice Gillianes, Maurice Grevisse, J.H. Van Dale.